# هوالالای
هوالالای آتشفشانی فعال در جزیره هاوایی است. این غربی‌ترین و سومین آتشفشان فعال از لحاظ جوانی و فعالیت از پنج آتشفشانی است که جزیره هاوایی را تشکیل می‌دهند، این آتشفشان پس از کیلائوئا و بسیار بزرگتر ماونا لوا است. قله آن ۸٬۲۷۱ فوت (۲٬۵۲۱ متر) بالاتر از سطح دریا قرار دارد. تخمین زده می‌شود که هوالالای در حدود ۳۰۰۰۰۰ سال پیش از سطح دریا بالا آمده است. با وجود حفظ سطح بسیار پایین فعالیت هوالالای از آخرین فوران خود در سال ۱۸۰۱، و غیرفعال بودن غیرمعمول در ۲۰۰۰ سال گذشته، هنوز فعال در نظر گرفته می‌شود و انتظار می‌رود در ۱۰۰ سال آینده دوباره فوران کند. عدم آمادگی نسبی ساکنان در منطقه ناشی از سکون در فعالیت‌ها، عواقب فوران را بدتر می‌کند.